# Арло (Горња Гарона)
Арло (фр. Arlos) насеље је и општина у јужној Француској у региону Миди Пирене, у департману Горња Гарона која припада префектури Сен Годан.
По подацима из 2011. године у општини је живело 94 становника, а густина насељености је износила 9,99 становника/km². Општина се простире на површини од 9,41 km². Налази се на средњој надморској висини од 523 метара (максималној 2165 m, а минималној 509 m).

## Демографија
| 1962. | 1968. | 1975. | 1982. | 1990. | 1999. | 2011. |
| ----- | ----- | ----- | ----- | ----- | ----- | ----- |
| 147   | 172   | 145   | 140   | 104   | 88    | 94    |

График промене броја становника у току последњих година